# Every Time
Az Every Time Janet Jackson amerikai pop- és R&B-énekesnő hatodik, utolsó kislemeze hatodik, The Velvet Rope című stúdióalbumáról.

## Fogadtatása
A dal, melyben Janet arról énekel, hogy fél szerelembe esni, a legtöbb országban nem aratott akkora sikert, mint az album első kislemezei; az európai országokban nem került a Top 30-ba, Japánban nem sikerült bekerülnie a Top 20-ba, Ausztráliában pedig még a Top 50-be sem. A Billboard Hot 100-on ez volt Janet első kislemeze, ami – a megváltozott szabály értelmében – úgy is felkerülhetett a listára, hogy az USA-ban nem jelent meg kereskedelmi forgalomban; de így is csak az utolsó helyig jutott.

## Videóklip és remixek
A dal videóklipjét Matthew Rolston rendezte. A svájci Therme Vals termálfürdőben forgatták, Janet kék kontaktlencsét visel benne, és meztelenül van a vízben, de nem látható az egész teste. A klip 1998 novemberében jelent meg, és az USA-ban csak kevésszer játszották.

### Hivatalos remixek listája
- Every Time (Jam & Lewis Disco Remix)
- Every Time (Jam & Lewis Disco Instrumental)

## Változatok
CD kislemez (Európa)
1. Every Time (Album version) (4:17)
2. Every Time (Jam & Lewis Disco Remix) (4:10)
3. Accept Me (4:07)

CD kislemez (Japán)
1. Every Time (Album version) (4:21)
2. I Get Lonely (Jason’s Special Sauce Dub) (6:44)
3. I Get Lonely (The Jason Nevins Radio Remix) (3:13)

CD kislemez (USA)
1. Every Time (Album version) (4:20)
2. Every Time (Call Out Hook) (0:21)

12" maxi kislemez (Európa)
1. Every Time (Album version) (4:17)
2. Every Time (Jam & Lewis Disco Remix) (4:10)
3. Every Time (Jam & Lewis Disco Instrumental) (4:10)

## Helyezések
| Slágerlista (1998)            | Legmagasabb helyezés |
| ----------------------------- | -------------------- |
| USA Billboard Hot 100         | 125                  |
| USA Billboard Rhythmic Top 40 | 25                   |
| USA ARC Top 40                | 14                   |
| Ausztrál ARIA Top 50          | 52                   |
| Brit kislemezlista            | 46                   |
| Dél-afrikai eladási lista     | 33                   |
| Finn kislemezlista            | 34                   |
| Holland kislemezlista         | 40                   |
| Japán eladási lista           | 22                   |
| Német kislemezlista           | 67                   |